# 道の駅加子母
道の駅加子母（みちのえき かしも）は、岐阜県中津川市加子母にある国道257号の道の駅である。

## 施設
- 駐車場
  - 普通車：31台
  - 大型車：4台
  - 身障者用 : 1台
- トイレ
  - 男：大 2器、小 4器
  - 女：5器
  - 身障者用：1器
- 公衆電話
- レストラン
- 特産物販売所
- 情報コーナー（公衆無線LAN・FREESPOT、FON）

## 休館日
- なし

## アクセス
- 国道257号 - 登録路線

## 周辺
- 白川
- 明治座
- 加子母大杉地蔵尊
- 乙女渓谷
- 下呂温泉